# Giberto Borromeo (1615-1672)
Pour les articles homonymes, voir Borromeo et Giberto Borromeo.
Giberto Borromeo, seniore (né le 28 septembre 1615 à Milan, en Lombardie, alors capitale du duché de Milan et mort le 6 janvier 1672 à Nettuno) est un cardinal italien du XVIIe siècle.

## Biographie
Giberto Borromeo exerce diverses fonctions au sein de la Curie romaine. Le pape Innocent X le crée cardinal in pectore lors du consistoire du 19 février 1652. Sa création est publiée le 2 mars 1654. Il participe aux conclaves de 1655 (lors duquel Alexandre VII est élu), de 1667 (Clément IX) et de 1669-1670 (Clément X).
Giberto Borromeo est un neveu du cardinal Federico Borromeo (1670). Les autres cardinaux de sa famille sont : Carlo Borromeo (1560), Federico Borromeo (1587), Vitaliano Borromeo (1766) et Giberto Borromeo (1717).

## Sources
- Fiche du cardinal sur le site fiu.edu